# Rejsy
Rejsy (deutsch Reichsen) war ein Ort in der polnischen Woiwodschaft Ermland-Masuren. Seine Ortsstelle befindet sich im Gebiet der Gmina Kiwity (Landgemeinde Kiwitten) im Powiat Lidzbarski (Kreis Heilsberg).

## Geographische Lage
Die Ortsstelle von Rejsy liegt im nördlichen Westen der Woiwodschaft Ermland-Masuren, zehn Kilometer östlich der Kreisstadt Lidzbark Warmiński (deutsch Heilsberg).

## Geschichte
Das kleine seinerzeit Reichsen genannte Dorf bestand aus ein paar mittelgroßen Höfen. Im Jahre 1874 wurde die Landgemeinde Reichsen in den neu errichteten Amtsbezirk Roggenhausen (polnisch Rogóż) eingegliedert, der zum ostpreußischen Kreis Heilsberg im Regierungsbezirk Königsberg gehörte.
Im Jahre 1910 zählte Reichsen 49 Einwohner. Am 22. März 1928 dann verlor das kleine Dorf seine Eigenständigkeit, als es in nach Krekollen (polnisch Krekole) eingemeindet wurde.
Nachdem das gesamte südliche Ostpreußen 1945 in Kriegsfolge an Polen gefallen war, erhielt Reichsen die polnische Namensform „Rejsy“. Doch schon bald verlor sich die Spur des Ortes, er wurde nicht mehr offiziell genannt und scheint in Krekole aufgegangen zu sein. Heute gilt er als untergegangen. Seine Ortsstelle liegt im Gemeindegebiet Kiwity im Powiat Lidzbarski, von 1975 bis 1998 der Woiwodschaft Olsztyn, seither der Woiwodschaft Ermland-Masuren zugehörig.

## Religion
Bis 1945 gehörte Reichsen zur römisch-katholischen Pfarrei Krekollen (polnisch Krekole) im damaligen Bistum Ermland. Außerdem war das Dorf in die evangelische Kirche Heilsberg in der Kirchenprovinz Ostpreußen der Kirche der Altpreußischen Union eingegliedert.

## Verkehr
Zu der nur noch mittelbar wahrnehmbaren Ortsstelle von Rejsy führen Landwegverbindungen sowohl von Krekole als auch von Kiersnowo (Kerschdorf). 
In der Vorkriegszeit bestand Bahnanschluss über die Bahnstationen Lauterhagen (polnisch Samolubie) und auch Kerwienen-Springborn (Kierwiny-Stoczek) an den Bahnstrecken Heilsberg–Wehlau und Wormditt–Bischdorf–Angerburg.